# فرانسیس وایت
فرانسیس وایت (انگلیسی: Frances White؛ ۱ ژانویه ۱۸۹۶ – ۲۴ فوریه ۱۹۶۹) بازیگر، خواننده و هنرمند وودویل اهل ایالات متحده آمریکا بود.
فرانسیس کِیپلز دختر ادوارد تی. کِیپلز و کارولین لیبفرید کِیپلز بود. پدربزرگ او یک بانکدار ثروتمند در تگزاس بود. او ممکن است اهل تگزاس، سانفرانسیسکو، لس آنجلس، یا سیاتل بوده باشد (منابع در این مورد متفاوت است).
از فیلم‌هایی که وی در آن‌ها نقش داشته‌است، می‌توان به ماجراهای جدید جی. روفوس والینگفورد اشاره نمود.